# Преглед на държавните и професионални ансамбли за народни песни и танци
Прегледът на държавните и професионални ансамбли за народни песни и танци е фестивал на българската народна музика, включващ концертни изпълнения на водещите професионални ансамбли, провеждан в България в четири издания между 1971 и 1993 година:
- Първи преглед: 17 – 25 септември 1976 година в Благоевград
- Втори преглед: 22 – 29 май 1981 година в Стара Загора
- Трети преглед: 20 – 27 април май 1985 година в Кюстендил
- Четвърти преглед: 1993 година в Пазарджик